# Seseke
Die Seseke (früher auch Sisecke, Sesike oder Zesik genannt) ist ein linksseitiger Nebenfluss der Lippe in Nordrhein-Westfalen. Sie besitzt keine ausgezeichnete Quelle, sondern wird aus mehreren Bächen und Gräben im Raum Werl-Holtum und Unna-Hemmerde gespeist. Im Rahmen des Sesekeprogrammes wurde der ehemals offene Schmutzwasserlauf ab 1984 durch den Lippeverband in eine abwasserfreie und naturnahe Flusslandschaft verwandelt. Das Einzugsgebiet der Seseke umfasst eine Fläche von 319,45 km². Der größte Nebenbach der Seseke ist der Körnebach, der längste der Lünerner Bach mit 13,5 km.

## Name
Der römische Geschichtsschreiber Cassius Dio nennt im Zusammenhang mit den Drusus-Feldzügen (12 bis 8 v. Chr.) einen Fluss namens „Elison“. Dabei dürfte es sich um die Seseke handeln. Die ursprüngliche Bedeutung des Namens „Seseke“ ist unklar und schwer zu deuten; eventuell handelt es sich um die Zusammenziehung eines rekonstruierten altsächsischen Personennamens Sīsilo mit dem Grundwort beke („Bach“).

## Gewässerentwicklung – Das Sesekeprogramm
Der Unterlauf der Seseke ab Bönen diente jahrzehntelang als offener Schmutzwasserlauf, um das Abwasser der Region unter Bergsenkungsbedingungen abzuführen. Mit der schrittweisen Umsetzung des Sesekeprogramms hat der Lippeverband als führender Flussmanager der Lipperegion mit der naturnahen Umgestaltung des Sesekegebietes begonnen. Hierzu mussten zunächst an sämtlichen, zu offenen Schmutzwasserläufen umfunktionierten Bächen unterirdische Kanäle verlegt werden – der langwierigste und aufwändigste Teil des Sesekeprogramms. Zwischen dem Ende der 1980er-Jahre und 2012 hat der Lippeverband vier Kläranlagen und rund 75 geschlossene Abwasserkanäle gebaut. Seitdem fließt nur noch gereinigtes Wasser in der Seseke und ihren Nebenläufen. Das Schmutzwasser wird in parallel zum Gewässer verlaufenden unterirdischen Kanälen zu den Kläranlagen in Bönen, Kamen, Dortmund-Scharnhorst und Lünen geführt und dort gereinigt in die Seseke bzw. ihre Zuflüsse Rexebach und Körnebach eingeleitet.
Erst nach der Befreiung von Abwasser konnte auch der Oberlauf der Seseke und ihrer Nebenläufe ökologisch verbessert und in eine naturnahe Flusslandschaft verwandelt werden. Parallel zum Aufbau der neuen abwassertechnischen Infrastruktur hat der Lippeverband im Einzugsgebiet der Seseke insgesamt 73 km Wasserläufe ökologisch verbessert. Die Seseke selbst wurde dabei von einem geradlinigen, in Betonplatten gefassten Gewässer in einen naturnahen, geschwungenen Flusslauf umgestaltet. Dazu wurden die Betonschalen aus dem Flussbett entfernt, die Böschungen abgeflacht sowie Flachwasserzonen und Regenrückhalteflächen geschaffen. In vielen Bereichen wurde zudem durch Initialpflanzungen sowie das Einsetzen von Quappen die Flora und Fauna angeregt, um danach der Natur ihren natürlichen Lauf zur Entwicklung zu lassen. Im Laufe der Entwicklung wird eine typische Flussaue mit einzelnen großen Bäumen (Hainbuchen, Feldahorne, Vogelkirschen und Eschen) entstehen. An der oberen Böschungskante wurden Sträucher (z. B. Weißdorn, Pfaffenhütchen und Schneeball) gesetzt. Von Bönen bis Lünen hat der Lippeverband außerdem einen Fuß- und Fahrradweg angelegt, der dazu einlädt, den neuen Landschafts- und Erholungsraum zu entdecken.
Der Umbau der Seseke wurde im Kulturhauptstadtjahr Ruhr.2010 durch das Projekt Über Wasser Gehen künstlerisch begleitet, um den Fluss wieder näher ins öffentliche Bewusstsein zu rücken. Die Renaturierung ist mit Stand 2022 noch im Gange, wodurch sich der Fluss, durch die neu entstehenden Mäander, stetig verlängert.

## Gemeinden an der Seseke
- WerlSesekebrücke in Kamen
- Unna
- Hamm
- Bönen
- Kamen
- Bergkamen
- Lünen

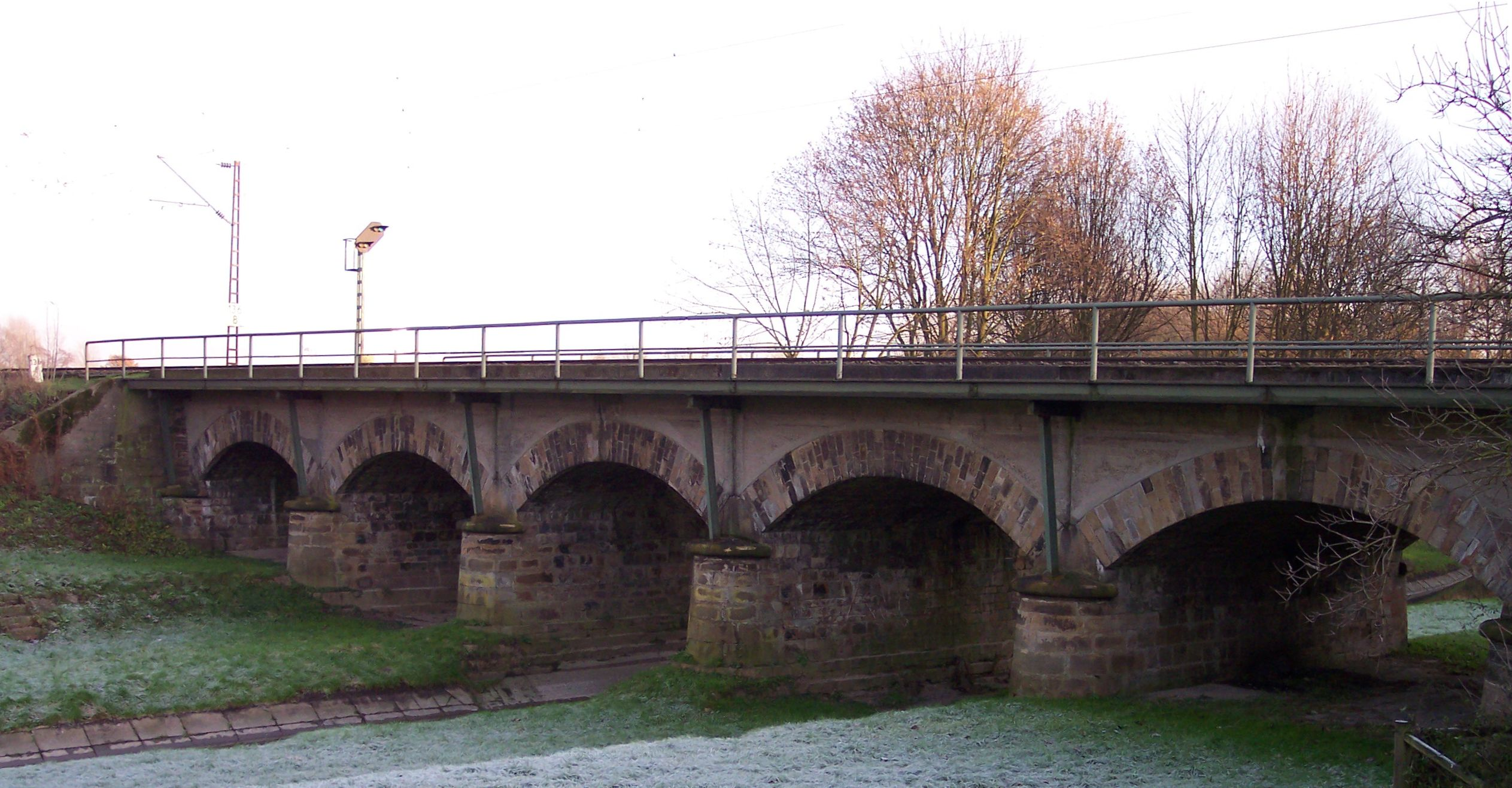
Sesekebrücke in Kamen

Die Sesekebrücke in Kamen ist eine der ältesten Eisenbahnbrücken in Deutschland.

## Nebenflüsse
Im Folgenden werden die Nebenflüsse der Seseke in der Reihenfolge von der Quelle zur Mündung aufgeführt. Genannt werden die jeweilige Länge, die Mündungshöhe und, soweit verfügbar, die Größe des Einzugsgebiets.
- Schillingsbach – 3,1 km langer, linker Nebenfluss auf 89 m ü. NN
- Strangbach – 2,8 km langer, rechter Nebenfluss auf 75 m ü. NN
- Seelhofsbach – 1,8 km langer, rechter Nebenfluss auf 74 m ü. NN
- Lünerner Bach – 13,5 km langer, linker Nebenfluss auf 67 m ü. NN (Einzugsgebiet: 43,92 km²)
- Sandbach – 3,1 km langer, rechter Nebenfluss auf 66 m ü. NN
- Kleingarnsbach – 4,2 km langer, linker Nebenfluss auf 65 m ü. NN
- Kleine Seseke – 0,9 km langer, linker Nebenfluss auf 63 m ü. NN
- Rexebach – 1,8 km langer, rechter Nebenfluss auf 63 m ü. NN
- Heerener Mühlbach – 6,6 km langer, linker Nebenfluss auf 62 m ü. NN (Einzugsgebiet: 27,157 km²)
- Kohlbach – 4,0 km langer, rechter Nebenfluss auf 60 m ü. NN
- Derner Bach – 4,4 km langer, rechter Nebenfluss auf 60 m ü. NN
- Körnebach – 12,9 km langer, linker Nebenfluss auf 60 m ü. NN (Einzugsgebiet: 113,626 km²)
- Braunebach – 3,8 km langer, linker Nebenfluss auf 57 m ü. NN
- Spulbach – 2,1 km langer, rechter Nebenfluss auf 55 m ü. NN
- Lüner Grenzgraben – 1,8 km langer, linker Nebenfluss auf 55 m ü. NN
- Mohnbach – 2,7 km langer, linker Nebenfluss auf 55 m ü. NN
- Alkenbach – 1,8 km langer, rechter Nebenfluss auf 53 m ü. NN
- Kuhbach – 8,7 km langer, rechter Nebenfluss auf 53 m ü. NN (Einzugsgebiet: 15,874 km²)
- Lüserbach – 4,8 km langer, linker Nebenfluss auf 51 m ü. NN
- Süggelbach – 7,9 km langer, linker Nebenfluss auf 51 m ü. NN (Einzugsgebiet: 18,05 km²)

## Bildergalerie

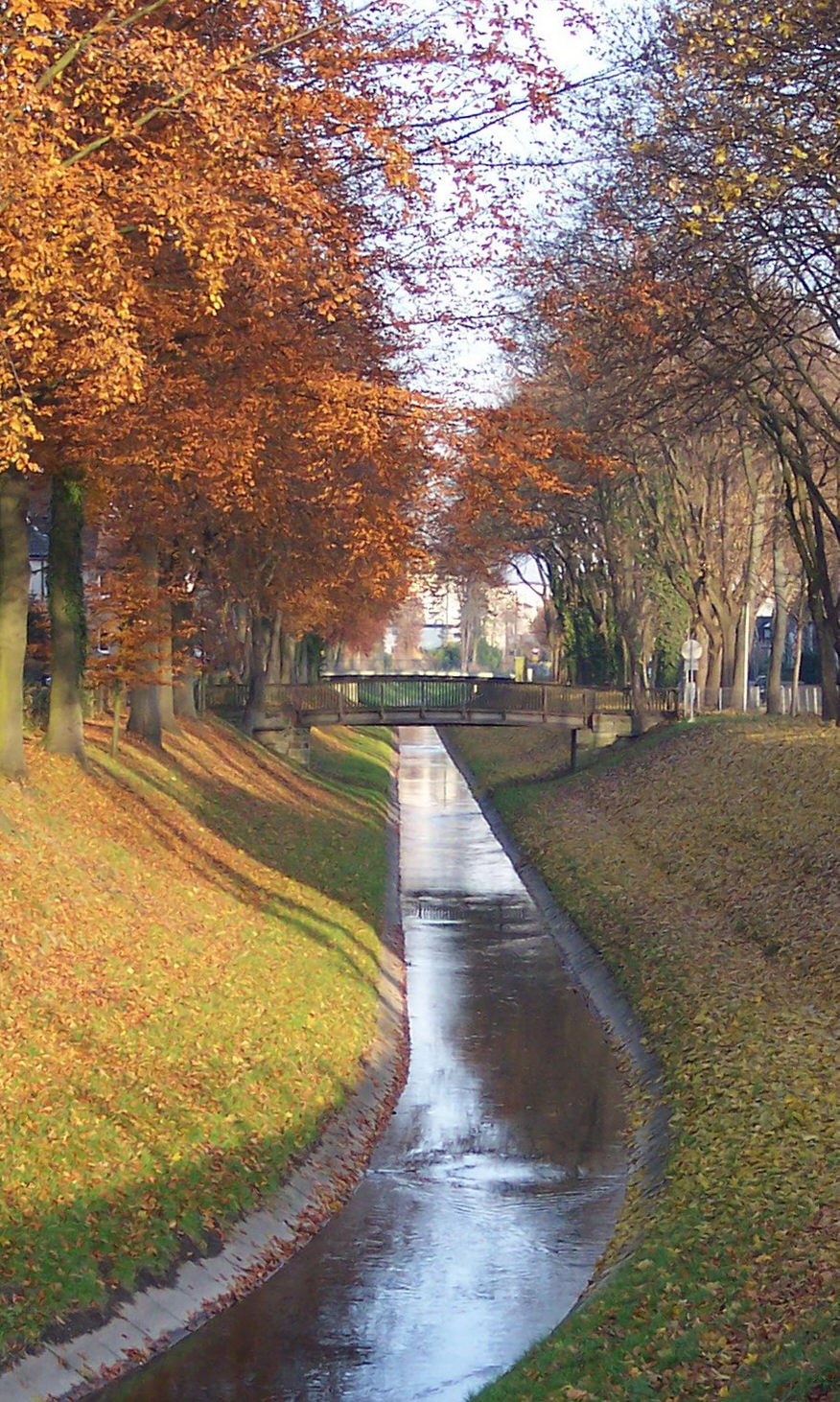
Die Seseke in Kamen
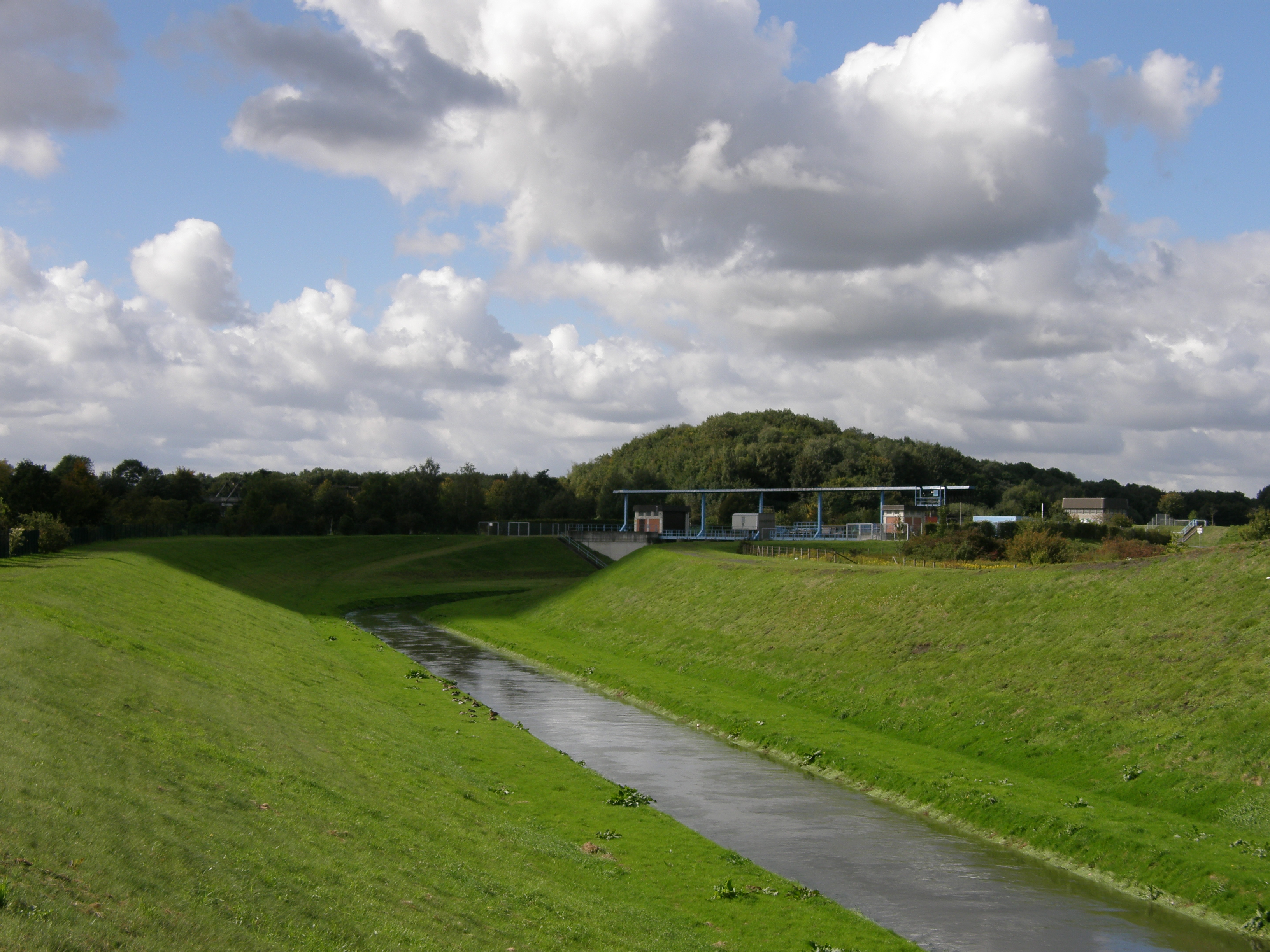
Die eingedeichte Seseke kurz vor dem Datteln-Hamm-Kanal
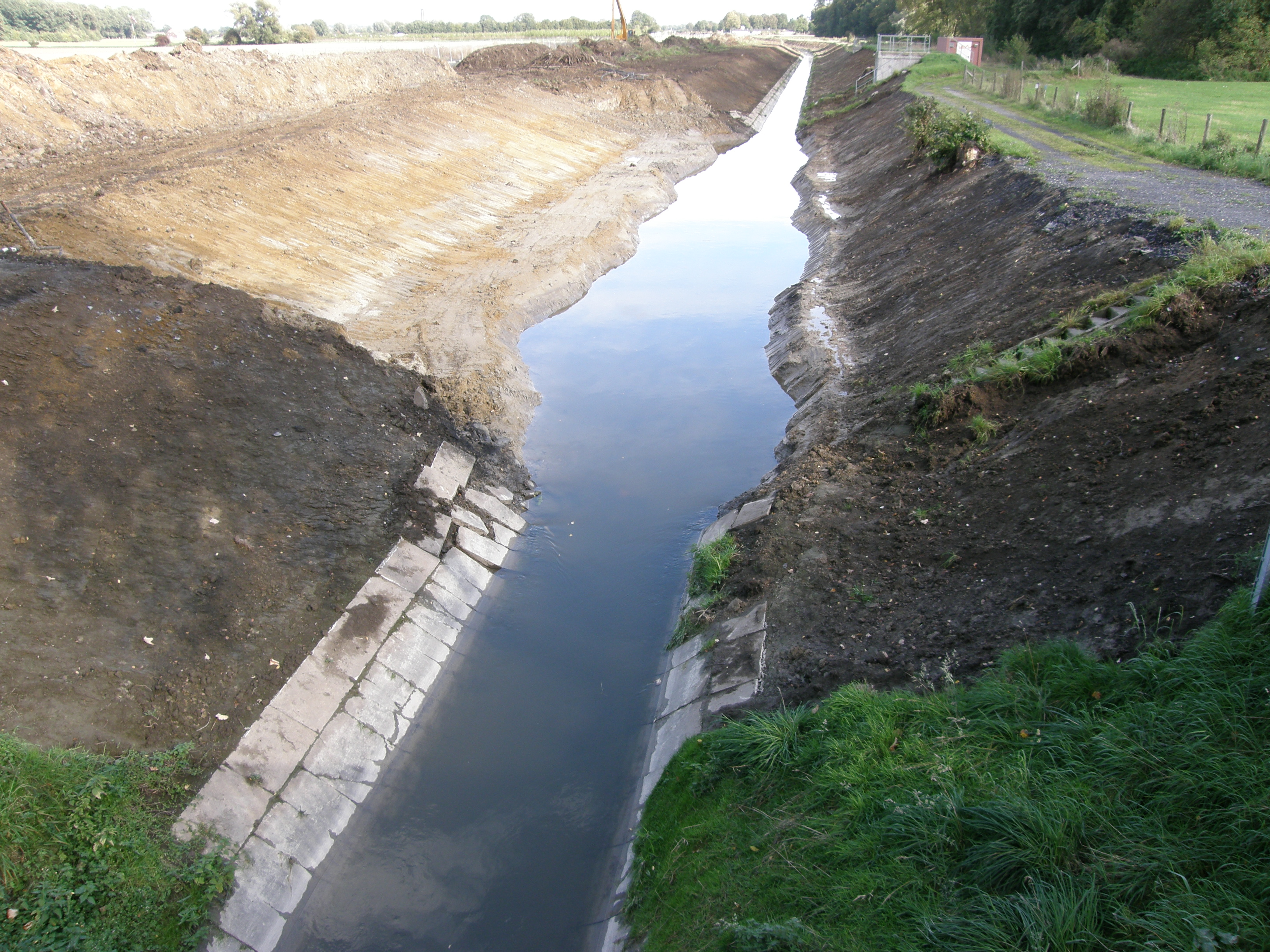
Umbauarbeiten zurück zum naturnahen Fluss
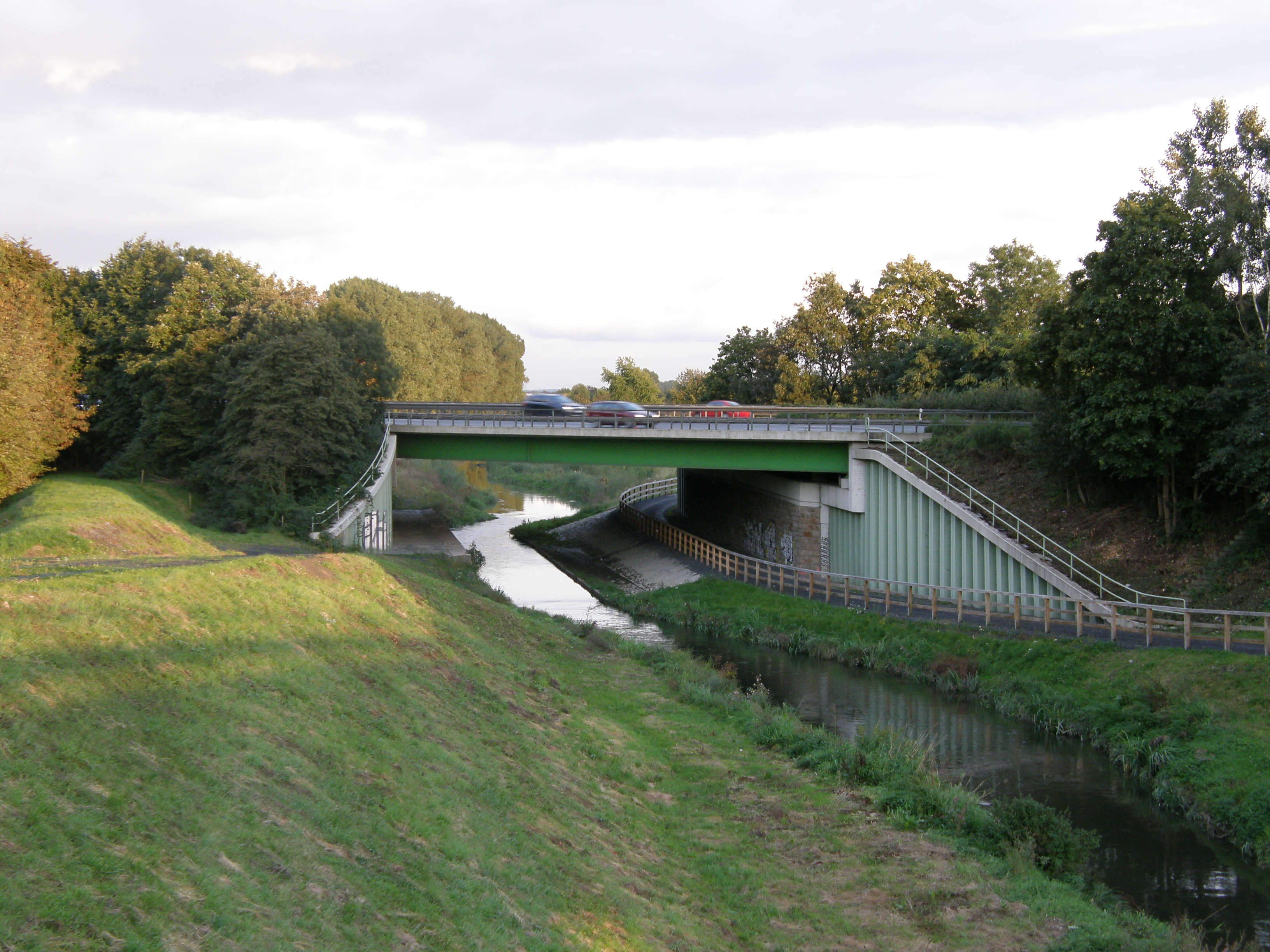
Brücke der A 2; rechts der Seseke-Radweg
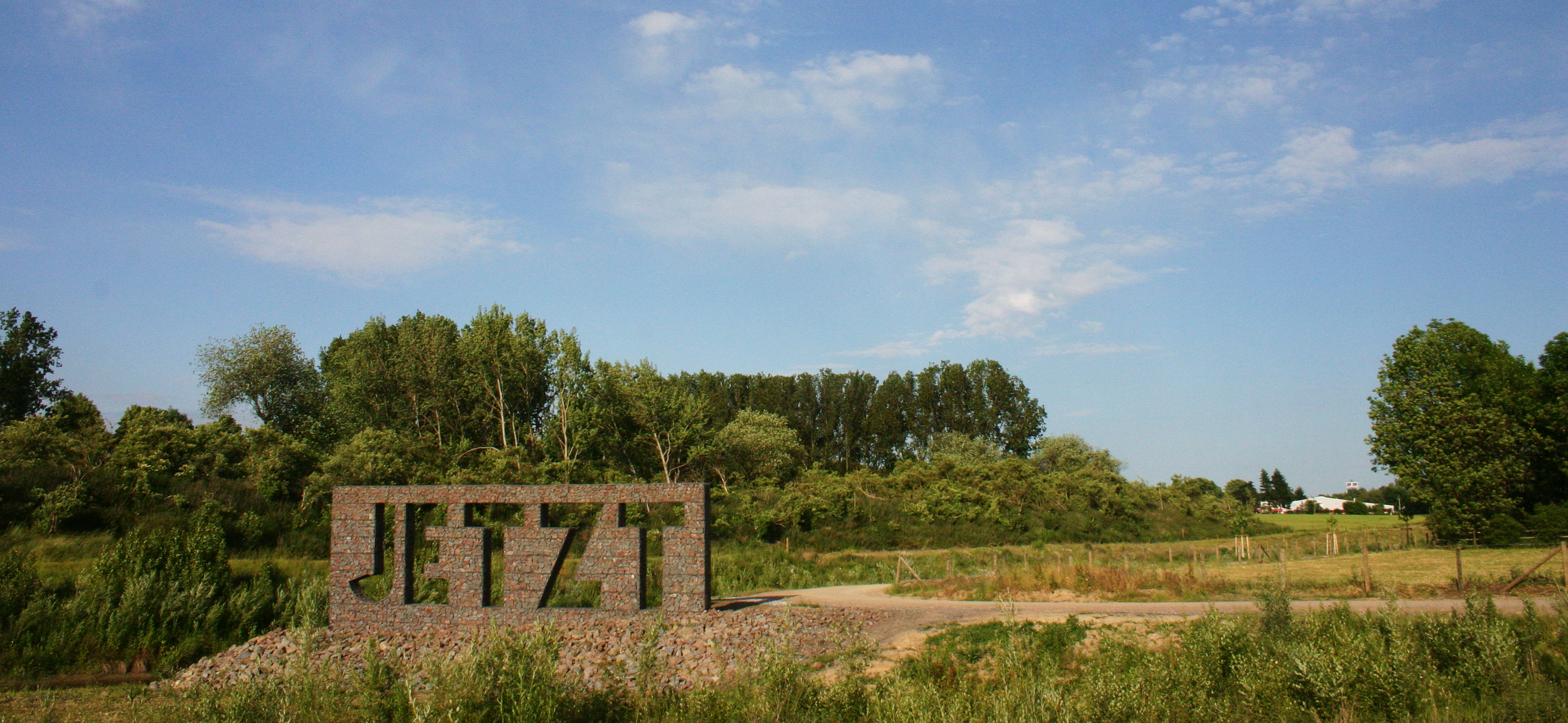
Kunstprojekt 2011 Über Wasser gehen, Christian Hasucha, JETZT an der Braunebachmündung
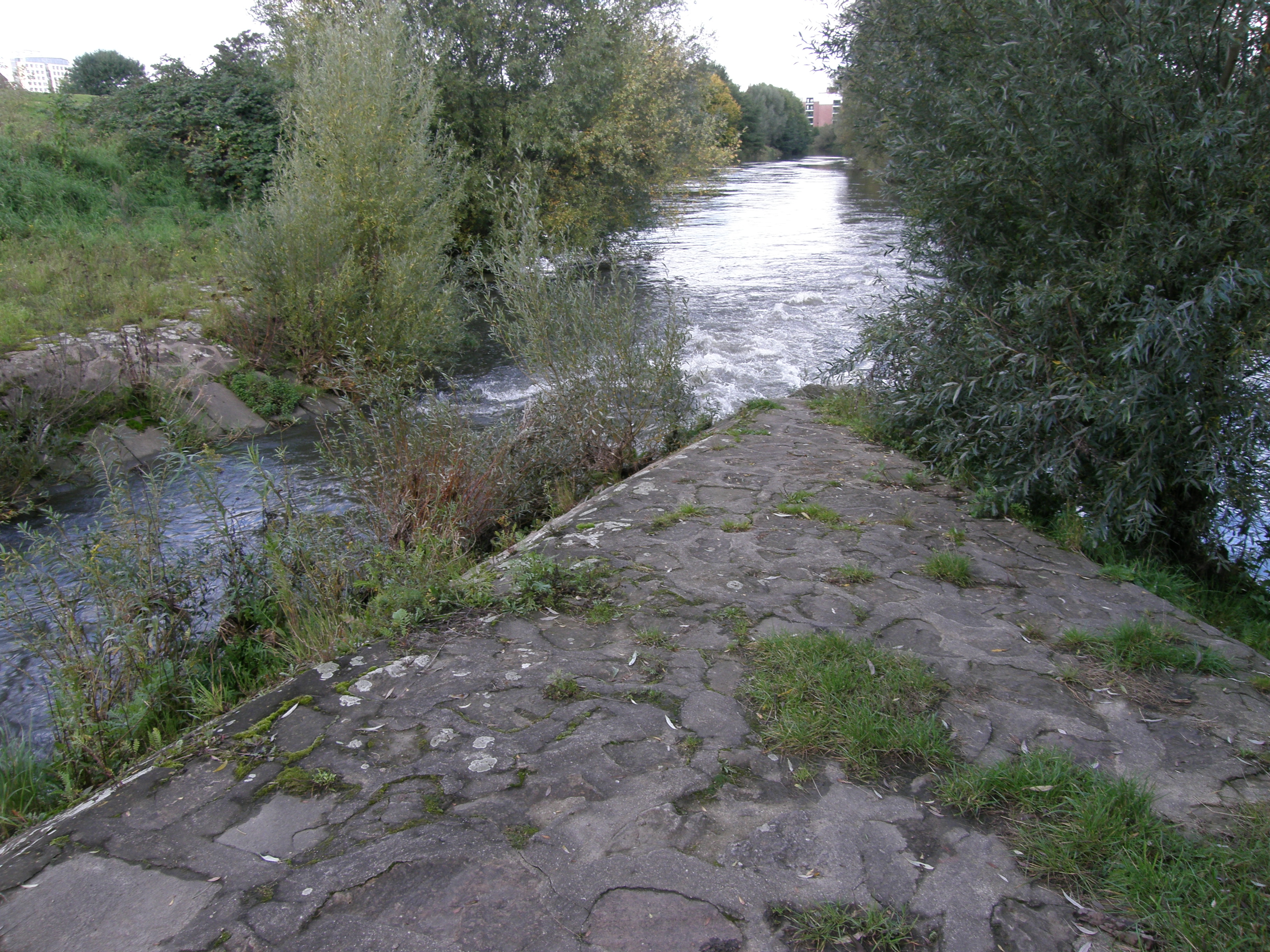
Mündung der Seseke in die Lippe